# Джастін Олсен
Джастін Олсен (англ. Justin Olsen, 16 квітня 1987) — американський бобслеїст, олімпійський чемпіон.
Джастін Олсен бере участь у міжнародних змаганнях з бобслею з 2008 року. На чемпіонаті світу 2009 року в Лейк-Плесіді він виборов дві медалі — золоту в четвірках, бронзову у міксті. Але найбільший успіх прийшов до нього на Олімпіаді у Ванкувері, де він у складі четвірки Стівена Голкомба отримав золоту олімпійську медаль.